# Mamoea pilosa
Mamoea pilosa là một loài nhện trong họ Amphinectidae. Loài này phân bố ở New Zealand.